# 張占魁
張占魁（1865年—1938年），字兆東，河北省河間縣後鴻雁村人，清末武術家，為劉奇蘭之徒，兼擅形意拳與八卦掌，為形意八卦拳的創始者。

## 生平
張占魁早年務農，曾從一名王姓拳師學習少林拳。光緒三年（1877年），河北大旱，為求生計，至天津以販賣瓜果為生。結識李存義，並結為異姓兄弟，在李存義的介紹下，拜劉奇蘭為師，習形意拳，又從周作榮學習八卦掌。光緒七年（1881年），因李存義介紹而結識程廷華。隔年，董海川逝世，張占魁在董海川墳前遞帖，具弟子禮，由程廷華代收，並代師傳藝，張占魁於是得以列名在八卦掌門下。
1900年後，在天津縣衙擔任馬快，升任營務處頭領，負責緝拿盜匪，名振一時。因其形意拳、八卦掌功力深厚，有「閃電手」的稱號。
1911年，李存義在天津創中華武士會，張占魁加入並親身執教。1918年，與李存義攜門徒韓慕俠、李劍秋、劉晉卿、王俊臣等十餘人至北京中山公園參加萬國賽武大會，擊敗俄國大力士康泰爾，經報紙報導，名聲傳至全國。
晚年，張占魁在天津家中以授徒為業，經常應邀請至全國參加武術比賽，擔任總裁判長或評判委員。民國二十七年（1938年7月），因患食道癌在天津去世，享年73歲。

## 评价
形意、八卦兩門，因為程廷華與李存義的交情，往來密切，也不禁止弟子相互學習，但是尚謹守其師門，並未混稱。直到張占魁一派出現，形意八卦掌才開始正式成為一個獨特的流派，兩派間的武藝也開始混合一氣。

## 弟子
其弟子有韓慕俠、王俊臣、劉晉卿、裘稚和、李劍秋、趙道新、姜容樵、任定財、錢樹樵、張雨亭等。